# Windows.h

windows.h는 윈도우 개발자들이 필요한 모든 매크로들, 다양한 함수들과 서브시스템에서 사용되는 모든 데이터 타입들 그리고 윈도우 API의 함수들을 위한 정의를 포함하는 윈도우의 C 및 C++ 헤더 파일이다. 이것은 C에서도 사용될 수 있는 윈도우 용의 수 많은 함수들을 정의한다. Win32 API는 <windows.h>를 포함하고 적절한 라이브러리를 링킹함으로써 C 프로그래밍 프로젝트에 추가될 수 있다. xxxx.dll의 함수를 사용하기 위해서는 프로그램은 반드시 xxxx.lib에 링크되어야 한다(또는 MinGW에서는 libxxxx.dll.a). 몇몇 헤더들은 .dll이 아닌 정적 라이브러리로 존재한다(예를 들면 scrnsave.h는 scrnsave.lib를 필요로 한다).

## 자식 헤더 파일들
windows.h에 포함되는 많은 자식 헤더 파일들이 존재한다. 이러한 파일들 중 상당수는 의존성 때문에 간단하게 인클루드될 수 없다.
windows.h는 아마 다음의 헤더 파일들을 인클루드할 것이다:
- excpt.h    - 예외 처리
- stdarg.h - 가변 인자 함수들(표준 C 헤더)
- windef.h   - 다양한 매크로와 타입들
- winnt.h    - 다양한 매크로와 타입들 (윈도우 NT를 위한)
- basetsd.h  - 다양한 타입들
- guiddef.h  - GUID 타입
- ctype.h  - 문자 분류 (표준 C 헤더)
- string.h - 문자열과 버퍼들 (표준 C 헤더)
- winbase.h  - kernel32.dll: 커널 서비스; advapi32.dll:커널 서비스(예를 들면 CreateProcessAsUser 함수), 접근 제어(예를 들면 AdjustTokenGroups 함수).
- winerror.h - 윈도우 에러 코드
- wingdi.h   - GDI (그래픽 장치 인터페이스)
- winuser.h  - user32.dll: 사용자 서비스
- winnls.h   - NLS (네이티브 언어 지원)
- wincon.h   - 콘솔 서비스
- winver.h   - 버전 정보
- winreg.h   - 윈도우 레지스트리
- winnetwk.h - WNet (윈도우 네트워킹)
- winsvc.h   - 윈도우 서비스와 SCM (서비스 제어 관리자)
- imm.h      - IME (입력기)

### 추가적인 헤더 파일들
- cderr.h   - CommDlgExtendedError 함수 에러 코드
- commdlg.h - 일반적인 대화 상자
- dde.h     - DDE (동적 데이터 교환)
- ddeml.h   - DDE 관리 라이브러리
- dlgs.h    - 일반 대화 상자를 위한 다양한 상수들
- lzexpand.h - LZ (Lempel-Ziv) 압축/압축해제
- mmsystem.h - 윈도우 멀티미디어
- nb30.h     - NetBIOS
- rpc.h      - RPC (원격 프로시저 호출)
- shellapi.h  - 윈도우 셸 API
- wincrypt.h  - 암호화 API
- winperf.h   - 성능 모니터링
- winresrc.h  - 리소스에서 사용되는
- winsock.h   - Winsock (윈도우 소켓), 버전 1.1
- winspool.h  - 프린트 스풀러
- winbgim.h  - 표준 그래픽 라이브러리

### OLE와 COM
- ole2.h     - OLE (객체 연결 삽입)
- objbase.h  - COM (컴포넌트 오브젝트 모델)
- oleauto.h  - OLE 자동화
- olectlid.h - 다양한 GUID 정의들

## 매크로
여러 매크로들이 windows.h의 행위에 영향을 미친다.
- UNICODE - 정의되었을 때 TCHAR를 CHAR 대신 WCHAR로 사용되게 하며 모든 타입 관련 API 함수들과 텍스트와 관련된 메시지들을 -A 버전 대신 -W 버전으로 정의한다(이것은 윈도우 C 런타입의 _UNICODE 매크로와 비슷하다).
- RC_INVOKED - C 컴파일러 대신 리소스 컴파일러(RC.EXE)가 사용될 때 정의된다.
- WINVER - 새로운 운영 체제에서 사용 가능한 기능들을 활성화할 때 사용된다. 윈도우 XP의 경우에는 0x0501, 윈도우 비스타는 0x0600이 정의된다.
- WIN32_LEAN_AND_MEAN - 헤더 파일들의 크기를 줄이고 컴파일 속도를 향상시키기 위해 사용된다. 암호화, DDE, RPC, 윈도우 셸 그리고 Winsock 같은 것들을 배제한다.